# دالي رايت
دالي رايت (بالإنجليزية: Dale Wright)‏ هو مغني أمريكي، ولد في 4 فبراير 1938 في ميدلتاون في الولايات المتحدة، وتوفي في 15 أبريل 2007 في ليكسينغتون في الولايات المتحدة.

## وصلات خارجية
- دالي رايت على موقع ميوزك برينز (الإنجليزية)
- دالي رايت على موقع ديسكوغز (الإنجليزية)